# Rudy Salles
Rudy Salles (* 30. Juli 1954 in Nizza) ist ein französischer Politiker. Er ist seit 1988 Abgeordneter der Nationalversammlung.
Salles wuchs in Nizza auf, wo er später als Anwalt arbeitete. 1983 erlangte er mit dem Einzug in den Stadtrat von Nizza sein erstes politisches Amt. Dem folgte 1986 der Einzug in den Regionalrat der Region Provence-Alpes-Côte d’Azur. 1988 zog er für die Mitte-rechts-Partei UDF im dritten Wahlkreis des Départements Alpes-Maritimes in die Nationalversammlung ein. Für die UDF kandidierte er auch 1993, 1997 und 2002; er wurde jeweils mit deutlichen Ergebnissen wiedergewählt. 2002 erreichte er 71 Prozent der Stimmen im zweiten Wahlgang. Nach der Neugründung des Nouveau Centre trat er 2007 für dieses an und wurde bereits im ersten Wahlgang mit knapp 57 Prozent der Stimmen gewählt. Im folgenden Jahr wurde Salles zudem zum vierten Stellvertreter des Bürgermeisters von Nizza. 2012 wurde er zum sechsten Mal als Abgeordneter gewählt.